# Episodi de L'Africa nel cuore
In Italia la prima ed unica stagione de L'Africa nel cuore  è stata trasmessa da Rai 2 dal 20 giugno 2009 il sabato alle 15.35 (il 27 giugno e 4 luglio doppio episodio e orario anticipato alle ore 14.00). 
| nº | Titolo originale              | Titolo italiano        | Prima TV USA     | Prima TV Italia  |
| -- | ----------------------------- | ---------------------- | ---------------- | ---------------- |
| 1  | Pilot                         | Ritrovarsi             | 7 ottobre 2007   | 20 giugno 2009   |
| 2  | Ubuntu                        | L'inizio del risveglio | 14 ottobre 2007  | 27 giugno 2009   |
| 3  | Open for Business             | Solidarietà            | 21 ottobre 2007  | 27 giugno 2009   |
| 4  | Heritage Day                  | Il giorno dell'eredità | 21 ottobre 2007  | 4 luglio 2009    |
| 5  | Bad to the Bone               | Trasgressione e lealtà | 4 novembre 2007  | 4 luglio 2009    |
| 6  | Games People Play             | Illuminazione          | 11 novembre 2007 | 1º agosto 2009   |
| 7  | The Heart Wants What It Wants | Al cuor non si comanda | 18 novembre 2007 | 1º agosto 2009   |
| 8  | Animal House                  | Il momento giusto      | 2 dicembre 2007  | 8 agosto 2009    |
| 9  | The Code                      | Una seconda chance     | 9 dicembre 2007  | 15 agosto 2009   |
| 10 | Rescue Me                     | Corso di sopravvivenza | 6 gennaio 2008   | 22 agosto 2009   |
| 11 | Love Life                     | Amore e vita           | 20 gennaio 2008  | 29 agosto 2009   |
| 12 | P.O.C.                        | Scambio di ruoli       | 27 gennaio 2008  | 5 settembre 2009 |
| 13 | Home                          | Casa dolce casa        | 3 febbraio 2008  | 5 settembre 2009 |